# Les Paumées du petit matin
Pour plus de détails, voir Fiche technique et Distribution.
Les Paumées du petit matin est un film français réalisé par Jean Rollin et sorti en 1982.

## Synopsis
Deux jeunes filles s'échappent d'une maison de santé et trouvent refuge à l'intérieur d'une troupe foraine, pour ensuite trouver refuge au Vénus Bar où elles font la rencontre d'une voleuse à la tire qui leur apportera la possibilité de s'échapper sur un bateau à la destination des îles. Mais des mondains plutôt louches les invitent à une fête la veille de leur départ…

## Fiche technique
- Titre : Les Paumées du petit matin
- Autre titre : Les Fugues mineures ou Fugue mineure ou Les Échappées ou À couteaux tirés ou Les Meurtrières
- Réalisation : Jean Rollin
- Scénario : Jean Rollin
- Dialogues : Jacques Ralf
- Photographie : Claude Becognée
- Son : Jean-Claude Reboul
- Musique : Philippe d'Aram
- Production : Les Films ABC - Impex Films
- Pays d'origine :  France
- Durée : 107 minutes
- Date de sortie : France - 27 octobre 1982

## Distribution
- Laurence Dubas : Michelle
- Christiane Coppé : Marie
- Patrick Perrot : Pierrot
- Brigitte Lahaie
- Marianne Valiot : Sophie
- Louise Dhour : Louise